# روبرت بلاكمون
روبرت بلاكمون (بالإنجليزية: Robert Blackmon)‏ هو لاعب كرة قدم أمريكية أمريكي، ولد في 12 مايو 1967 في باي سيتي في الولايات المتحدة.

## وصلات خارجية
- روبرت بلاكمون على موقع مرجع كرة القدم المحترفة.كوم (الإنجليزية)